# Рота поліції «Івано-Франківськ»

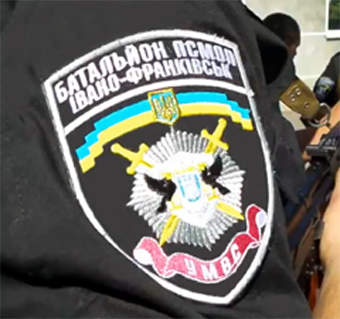
Стройовий шеврон батальйону МВС «Івано-Франківськ»

Рота поліції особливого призначення «Івано-Франківськ» — спеціальний підрозділ  Головного управління Національної поліції в Івано-Франківській області. Командир батальйону — полковник Олександр Поліщук, якого пізніше замінив полковник Дмитро Гладкий.

## Історія
31 липня 2014 року 120 бійців батальйону склали присягу на вірність народові України; в перших числа серпня 2014 року вони відправились у зону АТО на сході України.
В серпні спецпризначенці батальйону «Івано-Франківськ» взяли участь у боях під Іловайськом та подальшій обороні Іловайська, загинули сержант Олег Перепічка, молодші сержанти Роман Грицик й Дмитро Пацино. 31 серпня 2014 року командир батальйону Олександр Поліщук із 17 бійцями вирвалися з оточення під Іловайськом і рушили на Дніпропетровськ, чотирьох поранених вертольотом відправили у госпіталь.
12 вересня 2014 року, незважаючи на втрати під Іловайськом, загін спецпризначенців батальйону вирушив в зону АТО. Як заявив один із бійців: «Страшно їхати, щоб вижити треба атакувати. Лише тоді вдасться не виживати, а жити». Міліціонери-прикарпатці поїхали підтримувати правопорядок у Маріуполі, де вони несли службу на блокпостах та патрулювали вулиці міста. 19 листопада 2014 року вони повернулися додому з подяками від органів місцевої влади Маріуполя. За сумлінне виконання своїх обов'язків спецпризначенці також одержали грамоти та грошові винагороди від УМВС України в Івано-Франківській області.
10 жовтня 2014 року 20 новобранців-міліціонерів спецбатальйону патрульно-постової служби «Івано-Франківськ» в урочистій атмосфері склали присягу, одержали бойову зброю та влилися до лав батальйону. Їх привітали радник міністра МВС Тетяна Чорновол, керівники Івано-Франківської області та міліції, ректор Національної академії внутрішніх справ МВС. Пововнений батальйон відправив чергову зміну в зону АТО на Донеччину.

## Втрати
- Карабінович Андрій Михайлович, молодший сержант міліції, загинув 29 серпня 2014 року.
- Погорєлов Михайло Анатолійович, молодший сержант міліції, загинув 29 серпня 2014 року.
- Білінський Зорян Михайлович, молодший сержант міліції, загинув 29 серпня 2014 року.
- Перепічка Олег Григорович, сержант міліції, загинув 29 серпня 2014 року.
- Пацино Дмитро Вікторович, молодший сержант міліції, загинув 29 серпня 2014 року.
- Грицик Роман Васильович, молодший сержант міліції, загинув 29 серпня 2014 року.
- Косовчич Юрій Іванович, молодший сержант міліції, загинув 29 серпня 2014 року.
- Гарасимчук Ігор Степанович, молодший сержант міліції, загинув 29 серпня 2014 року.

## Шефська допомога
У вересні-жовтні 2014 року небайдужі прикарпатці, дорослі і діти, організували збір коштів та гуманітаної допомоги для бійців батальйону «Івано-Франківськ». Відзначилися своєю активністю калуські дітлахи із загальноосвітних шкіл Калуша № 1 (5618 грн.), № 2 (2600 грн.), № 3 (3240 грн.), № 4 (2061 грн), № 5 (2110 грн), № 6 (1682 грн.), № 7 (1880 грн.), № 8 (1262 грн.), № 9 (1758 грн), № 11 — продукти й речі; дитячих садочків «Журавлик» (910 грн.), «Струмочок» (продукти), «Ластівка» (1670 грн.), «Калинка» (600 грн.), «Росинка» (продукти) тощо. Калуська гімназія у рамках проекту «Я. Родина. Україна» і 10-а школа проводять збір продуктів і коштів на постійній основі. Координатори волонтерської групи проекту Софія Татомир, Марія і Роман Пасічники, Віталій Півторак в заяві для преси наголосили, що «з впевненістю можемо сказати, що з такою патріотичною та чуйною громадою нам вдасться збудувати нову державу, яку ми творимо разом».